# Chilocorus renipustulatus
Chilocorus renipustulatus es una especie de escarabajo del género Chilocorus, de la familia Coccinellidae, orden Coleoptera.

## Descripción
Mide 4-5 mm de longitud. Es de color negro brillante, con una única mácula roja anaranjada redondeada y abdomen naranja.

## Distribución
Ampliamente distribuida por Europa y algunos ejemplares reportados en América del Norte.